# 슐로모 산드
슐로모 산드(Shlomo Sand, 1946년 9월 10일 ~ )는 이스라엘의 역사학자이다. 현재 텔아비브 대학교 명예교수이다. 1982년부터 텔아비브 대학, 캘리포니아 대학교 버클리와 프랑스 사회과학고등연구원에서 강의했다.
1946년 오스트리아 린츠에서 홀로코스트 생존자인 폴란드 유대인 가정에서 태어났다. 1948년 그의 가정은 야파로 이주하였다. 전기공 등의 일을 하다가 이스라엘군에서 3년 간 복무했다. 1975년 텔아비브 대학교에서 역사학을 전공하고 1975년부터 1985년까지 파리로 유학하여 프랑스사로 석사, 조르주 소렐과 마르크스주의에 관한 논문으로 사회과학고등연구원에서 박사학위를 받았다. 주요 저서로 《만들어진 유대인》(The Invention of Jewish People, 2008) 등이 있다.